# Dżem

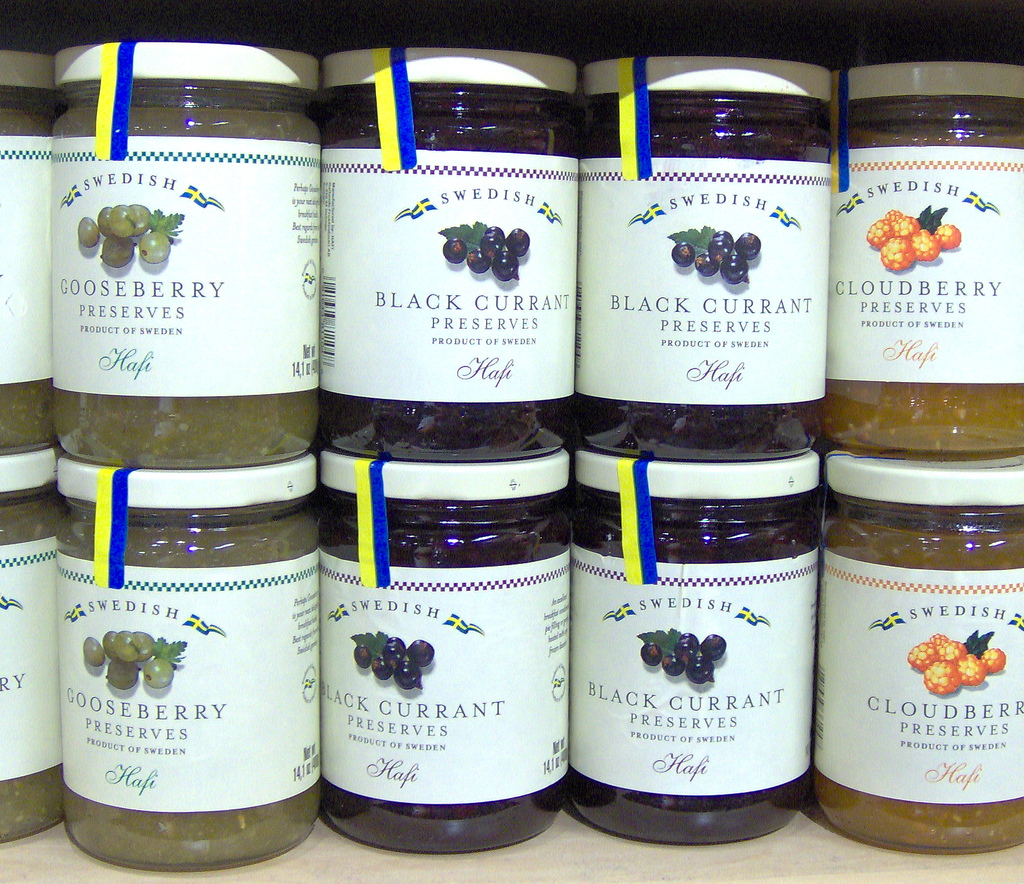
Słoiki dżemu

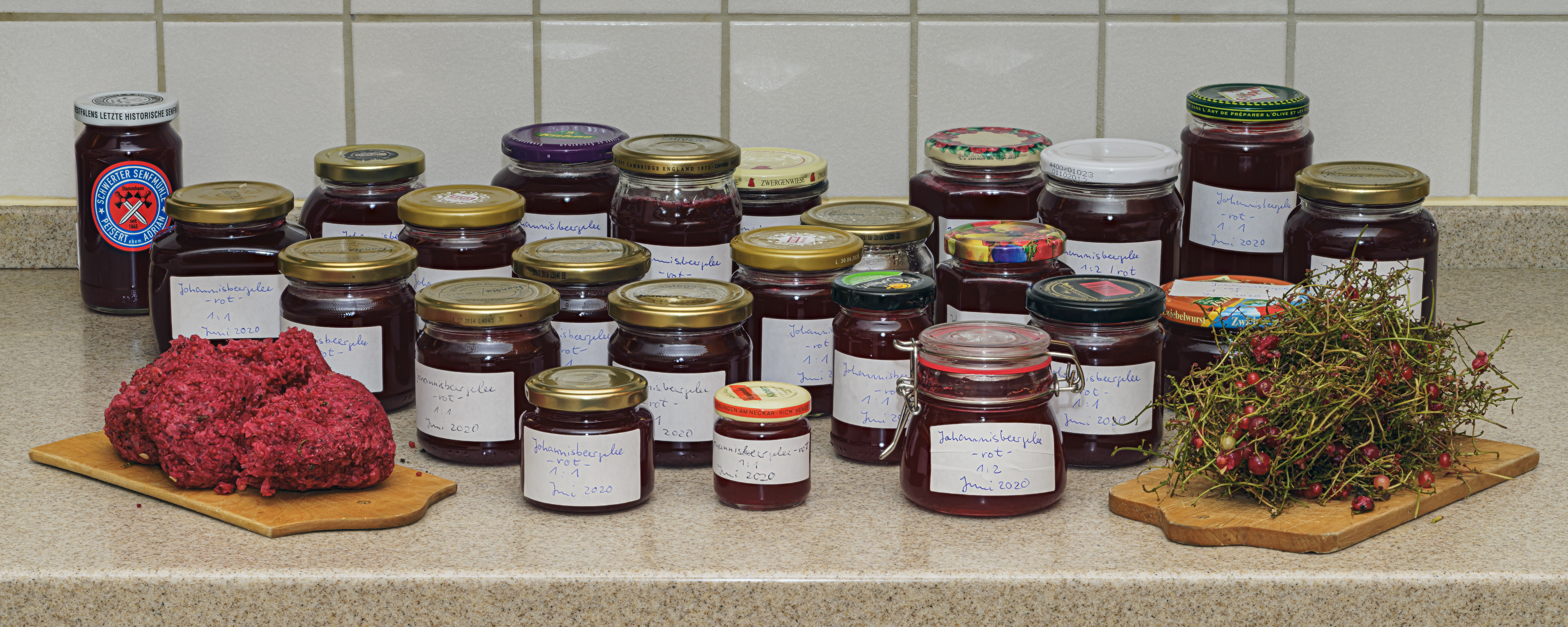
Świeży domowy dżem z czerwonych porzeczek

Dżem (ang. jam – zatkanie) – przetwór owocowy sporządzany z całych owoców lub ich części. Dżem przygotowuje się, gotując owoce z dużą ilością cukru. W zależności od rodzaju dżemu jak i rodzaju owoców, dżemy mogą zawierać dodatki zagęszczające: pektynę lub rzadziej żelatynę. Mogą być również dodawane inne owoce w celu zabarwienia lub wzmocnienia smaku.

## Dyrektywy Unii Europejskiej
W Portugalii jednym z narodowych produktów kulinarnych jest dżem marchewkowy. Z tego powodu w przepisach regulujących parametry produkcji dżemów w Unii Europejskiej marchew została uznana za owoc. Dyrektywa unijna (Dyrektywa Rady 79/693/EWG z dnia 24 lipca 1979) określa minimalną zawartość owoców w dżemie, jednak aby objąć różne rodzaje dżemów wytwarzanych w krajach Unii, definicję owoców rozszerzono, włączając doń nie tylko wspomnianą marchew, ale także: pomidory, melony, arbuzy, rabarbar, słodkie ziemniaki, ogórki i dynię. Takie samo zdefiniowanie owoców zawarte jest również w nowej dyrektywie (Dyrektywa Rady 2001/113/WE z dnia 20 grudnia 2001).